# فاندريمار
فاندريمار (بالفرنسية: Vandrimare)‏ هي بلدية تقع في فرنسا في Canton of Fleury-sur-Andelle. يقدر عدد سكانها بـ 1,032 نسمة ومساحتها 6.48 كم2 وترتفع عن سطح البحر 124 متر.